# James Franklin Childress
James Franklin Childress, también conocido como J. F. Childress, (n. 4 de octubre de 1940), que se ha ocupado principalmente de la ética, en especial de la bioética médica. Es profesor de ética en la cátedra John Allen Hollingsworth del Departamento de Estudios Religiosos en la Universidad de Virginia. Además, es profesor de Educación Médica en dicha universidad, donde también dirige el Instituto de Ética Práctica. Ha obtenido un B.A. del Guilford College, un título de Grado de la Yale Divinity School, una maestría y un doctorado de la Universidad de Yale. 
En su país, fue vicepresidente del Operativo por el Trasplante de Órganos, miembro del directorio de la Red Unida en pro del Uso Compartido de Órganos (UNOS), del Comité de ética de UNOS, del Comité de asesoramiento sobre el ADN recombinante, del Subcomité de terapia génica humana, del Comité consultivo de Bioética Médica y de varios consejos de monitoreo de seguridad y datos para los National Institutes of Health. Entre 1996 y 2001, se desempeñó en la Comisión Nacional Asesora de Bioética , designado por la Presidencia de los Estados Unidos. Es miembro de Hastings Center, una institución independiente de investigación de bioética.

## Obras
- Principles of Biomedical Ethics, 6th ed., Oxford: Oxford Univ. Pr. 2009 (with Tom L. Beauchamp).
- Practical reasoning in bioethics, Bloomington: Indiana Univ. Pr. 1997.
- A new dictionary of Christian ethics, London: SCM Press 1986 (co-edited with John Macquarrie).
- Who should decide? Paternalism in health care, New York: Oxford Univ. Pr. 1982.
- Moral responsibility in conflicts. Essays on nonviolence, war, and conscience, Baton Rouge: Louisiana State Univ. Pr. 1982.
- Priorities in biomedical ethics, Philadelphia: Westminster Pr. 1981.
- Civil disobedience and political obligation. A study in Christian social ethics, New Haven: Yale Univ. Pr. 1971.